# Бриггс, Лайман
Лайман Джеймс Бриггс (7 мая 1874 — 25 марта 1963) — американский инженер, физик и администратор. Работал директором Национального бюро стандартов во время Великой депрессии и председателем Уранового комитета до того, как Америка вступила во Вторую мировую войну. В его честь назван Колледж Лаймана Бриггса в штате Мичиган.

## Жизнь и работа
Бриггс родился на ферме в Ассирии, возле Батл-Крика, штат Мичиган. Он был старшим из двух братьев в семье потомков Клемента Бриггса, прибывшего в Америку в 1621 г. Бриггс вырос на ферме, в которой нужно было выполнять свои обязанности и следить за всем. Он пошел учиться в школу Бриггса которую построил его дед, а позже работал там учителем.
После школы Бриггс поступил в Мичиганский сельскохозяйственный колледж (сейчас же Университет штата Мичиган) в Ист-Лансинг, в возрасте 15 лет. В колледже преподавались курсы сельского хозяйства и механических искусств. Но к моменту выпуска в 1893 году его интересы переместились в области машиностроения и физики. Затем он поступил в Мичиганский университет в Анн-Арборе и получил степень магистра в физике в 1895 г. Оттуда он поступил Университет Джонса Хопкинса в Балтиморе, Мэриленд, и начал работу над докторской диссертацией.
В 1896 году Бриггс женился на Кэтрин Кук, с которой познакомился во время учебы в Мичиганском сельскохозяйственном колледже. У Лаймана и Кэтрин Кук Бриггс родились двое детей, мальчик Альберт (он умер в младенчестве) и девочка Изабель. Изабель вышла замуж за Кларенса Майерса и создала вместе с матерью Индикатор типа Майерс — Бриггс.
В 1896 г. Лайман начал работать в Министерстве сельского хозяйства США в Вашингтоне, округ Колумбия. Находясь в Вашингтоне, он также продолжил свои исследования в Джонсе Хопкинсе под руководством Генри Огастес Роуленд. Хотя он проводил время, работая с недавно обнаруженными Рентгеновыми лучами, он окончательно получил диплом в 1903 году со степенью доктора философии в сельском хозяйстве с диссертацией о поглощении кварцем водяного пара и некоторых солей в водном растворе. Он также был избран в Космос Клуб в том же году.

### Министерство сельского хозяйства США
На первой профессиональной должности Бриггс был назначен руководителем Физической лаборатории (позже Бюро почв) из Министерство сельского хозяйства США. Он был одним из представителей нового поколения междисциплинарных учёных, изучавших биологию и экологию растительной жизни. Его исследовательская работа была сосредоточена на удержании влаги в почвах, и он был основателем науки о физике почвы. В 1906 году он разработал метод классификации почв, названный эквивалент влажности на основе центрифугирования, которое сейчас считается первым педотрансферным. В том же году он организовал биофизическую лабораторию, которая впоследствии стала Бюро растениеводства. Бриггс работал с Гомер Лерой Шанц в сфере влияния окружающей среды на поглощение воды растениями и считается одним из первых внёсших вклад в экологию.

### Первая Мировая Война
Бриггс был подробно описан Распоряжению к Министерстве торговли с Бюро стандартов, в 1917 году из-за мобилизационного давления Первой мировой войны он разработал устройство искусственного горизонта для военно-морских судов с Джон Хейфорд который установил устойчивый зенит, независимый от крена судна, для прицеливания морских орудий. Это позволяло наблюдать за креном корабля, так что стрельба из орудий могла быть синхронизирована с креном корабля. Устройство было настолько успешным, что нашло применение в диспетчерских на большинстве военно-морских судов. Конфиденциальный отчет под названием отчет Хейфорда-Бриггса был передан ВМФ, но так и не опубликован.

### Национальное бюро стандартов (1917—1945)
Бриггс (слева) получил Премию Магеллана вместе с Пол Р. Хейл в 1922 г.
В 1920 году Бриггс официально покинул Департамент Сельского Хозяйства и поступил на работу в Национальное бюро стандартов, где был начальником отдела инженерной физики (позже Отдел механики и звука). Он назначил Хью Л. Драйден возглавить секцию аэродинамики и физики, и вместе они начали исследования в аэродинамика крыловых профилей, движущихся около скорость звука в воздушном потоке. Эта работа нашла значительное применение при разработке форм лопастей для воздушных винтов.
Он также сохранил интерес к навигационным устройствам, и с Пол Р. Хейл изобрел Компас индуктора заземления Heyl — Briggs. Компас использовал вращающуюся электрическую катушку, подверженную воздействию магнитного поля Земли, чтобы определить пеленг самолета по отношению к Земле. За это изобретение они получили Медаль Магеллана из Американского философского общества в 1922 году. Этот тип компаса использовал Адмирал Берд в его полете в Северный полюс и Чарльз Линдберг во время своего трансатлантического полета в 1927 году.
В 1926 году Бриггс был назначен заместителем директора по исследованиям и испытаниям. Позже директором Национального бюро стандартов. После смерти Джорджа Берджесса в 1932 году Бриггс был назначен Президентом США Герберт К. Гувером в качестве директора Национального бюро стандартов. Однако ни одна из кандидатур Гувера не была реализована. Конгресс США прежде, чем он покинул офис. После Франклин Д. Рузвельт вступив в должность президента в 1933 году, он был вынужден назвать «хорошим демократом» в качестве директора Национального бюро стандартов. Рузвельт, не желая назначать патронаж, ответил: «Я не имею ни малейшего понятия, республиканец Бриггс или демократ; все, что я знаю, это то, что он лучше всех подходит для этой работы».[нужна цитата]
Бриггс возглавил Бюро в трудные времена. Это был разгар депрессии, и его первой задачей было сократить расходы на 50 %. Ему удалось сохранить рабочие места около 2/3 карьерных сотрудников, переведя многих на неполный рабочий день и переведя других на работу. Американская ассоциация стандартов пока они продолжали свою работу в бюро. Он подчеркнул, что делает работу с прямым экономическим эффектом и получает деньги от Управление прогресса работ нанять безработных математиков для разработки математических таблиц. Благодаря выдающимся способностям Бриггса убеждать, ему удалось добиться от Конгресса увеличения ассигнований на Бюро в 1935 году, и многие из уволенных сотрудников были вновь наняты.

### Урановый комитет (1939—1941)
В 1939 г. президент Франклин Рузвельт призвал Бриггса, которому к тому времени было 65 лет, возглавить Консультативный комитет по урану исследовать деление урана в результате Письмо Эйнштейна — Сциларда. Несмотря на то, что Рузвельт санкционировал проект, прогресс был медленным и не был направлен исключительно на военные применения. Юджин Вигнер сказал, что «нам часто казалось, что мы купаемся в сиропе». Борис Прегель сказал: «Удивительно, что после такого количества грубых ошибок и ошибок хоть что-то было сделано». Лео Сцилард считал, что реализация проекта затянулась минимум на год из-за недальновидности и медлительности властей. В то время Бриггс был нездоров и должен был перенести серьезную операцию. Он был не в состоянии предпринять часто необходимые энергичные действия.
Между тем, в Великобритании немецкие беженцы Отто Фриш и Рудольф Пайерлс под профессором Маркус Олифант совершил прорыв, указав, что можно будет сделать бомбу из очищенного U-235. С июня 1940 года копии британских отчетов о проделанной работе отправлялись Бриггсу через британского представителя в Вашингтоне. Ральф Х. Фаулер. В марте 1941 г. британский комитет ученых, лауреатов Нобелевской премии, назвал Комитет MAUD, пришел к выводу, что атомная бомба «не только возможна, но и неизбежна». Они также отметили, что большая часть лаборатории в Берлине была посвящена ядерным исследованиям. Копия промежуточного отчета комитета МАУД была отправлена Бриггс в США, потому что у Британии не было ресурсов для самостоятельной реализации такой большой и срочной программы. Великобритания также хотела переместить свои ключевые исследовательские центры в безопасное место через Атлантику. 15 июля 1941 года комитет MAUD опубликовал еще один отчет с техническими подробностями о конструкции и стоимости.
Великобритания находилась в состоянии войны и считала, что атомная бомба должна иметь наивысший приоритет, особенно потому, что у немцев она может скоро появиться; но США в то время не воевали, и многие американцы не хотели вмешиваться. Один из членов комитета МАУД, Маркус Олифант вылетел в Соединенные Штаты в конце августа 1941 года на неотапливаемом бомбардировщике, чтобы выяснить, почему Соединенные Штаты игнорируют выводы комитета MAUD. Олифант сказал, что: "Протоколы и отчеты были отправлены Лайману Бриггсу, который был директором Комитета по урану, и мы были озадачены тем, что практически не получили комментариев. Я позвонил Бриггсу в Вашингтон только для того, чтобы узнать, что это невнятное и невнятное сообщение. невзрачный человек положил отчеты в свой сейф и не показал их членам своей комиссии. Я был поражен и огорчен ".
Затем Олифант встретился со всем Урановым комитетом. Сэмюэл К. Эллисон был новым членом комитета, талантливым экспериментатором и протеже Артур Комптон на Чикагский университет. «Олифант пришел на встречу, — вспоминает Эллисон, — и сказал» бомба "недвусмысленно. Он сказал нам, что мы должны сосредоточить все усилия на бомбе, и сказал, что мы не имеем права работать с электростанциями или чем-либо еще, кроме бомбы. По его словам, бомба будет стоить 25 миллионов долларов, а у Британии нет ни денег, ни людских ресурсов, поэтому решать нам ". Эллисон была удивлена, что Бриггс держал комитет в неведении.
Олифант посетил других физиков, чтобы побудить США к действиям. В результате в декабре 1941 г. Ванневар Буш, директор могущественного Управление научных исследований и разработок, обязались развернуть полномасштабную разработку атомных бомб. По мере того, как масштабы проекта становились яснее, он попал под прямой военный контроль, поскольку Манхэттенский проект.

### Вторая Мировая Война
Бриггс искал новое дело для Бюро. В 1939 году он отправил Министр торговли Дэниел С. Ропер перечень услуг, которые Бюро может предоставить в случае вооруженного конфликта в Европе. К 1942 году 90 % деятельности Бюро было засекречено для военных нужд. Некоторые виды деятельности Бюро были без ротации бесконтактный взрыватель, управляемая ракета развития (см. Летучая мышь[3]), создание Распространение радио Лаборатория, исследование критических материалов по оптическое стекло которую Германия ранее поставляла, на кварц и синтетическая резина услуги по измерению и калибровке. Бриггс изменил культуру Бюро с открытого доступа на секретность.
Бриггс ушел из Бюро в 1945 году в возрасте 72 лет. Он был назначен почетным директором NBS после 49 лет работы в федеральном правительстве. Сотрудники Бюро установили бронзовые солнечные часы в его честь через свою Ассоциацию социального обеспечения сотрудников. По его просьбе имена первых трех директоров Бюро нанесены на ободок инструмента: Сэмюэл Уэсли Страттон, Джордж Кимбалл Берджесс, и Лайман Джеймс Бриггс.
В 1948 году Бриггс получил медаль за заслуги перед Президент США Гарри Трумэн за выдающуюся работу в связи со Второй мировой войной.
По запросу Министр торговли Генри А. Уоллес, он написал 180-страничный отчет о военных исследованиях NBS, опубликованный в 1949 году.

### Более поздняя жизнь
На пенсии Бриггс вернулся к исследованиям, основав лабораторию для изучения жидкостей под отрицательным давлением в Национальное бюро стандартов. Эта тема была напрямую связана с его более ранними исследованиями водопоглощения растений. В одном известном эксперименте он измерил отрицательное давление (или натяжение), которое могло бы разрушить столб воды, удерживаемый в капиллярной трубке. капиллярное действие. Оказалось, что при комнатной температуре максимально достижимое напряжение в воде было 250 бар, а в ртути — почти 500 бар. Это открытие было опубликовано в нескольких статьях между (1950—1953 гг.), А работа 1950 г. остается классической и до сих пор регулярно цитируется в литературе по метастабильная вода.
Любовь Бриггса к бейсболу вызвала еще одно исследование. Во время Второй мировой войны правительство потребовало, чтобы резина в бейсбольных мячах была заменена пробкой. Жалобы на новые мячи побудили Бриггса испытать их, и в 1945 году он продемонстрировал, что новые бейсбольные мячи уступают ему по качеству. Это было сделано путем рассмотрения вопроса о том, может ли бейсбольный мяч изгибаться из плоскости поля. С помощью двух кувшинов из Вашингтонские сенаторы бейсбольный клуб и его аэродинамическая труба 1917 года, он изучал влияние вращения и скорости на траектория и установили связь между количеством вращения и кривизной мяча (видеть Curveball). Чтобы измерить вращение, он прикрепил к мячу легкую ленту и посчитал ее скрутки. Это была популярная тема в газетах и, вероятно, является наиболее широко известным из результатов его исследования.
Другим интересом Бриггса была Национальное географическое общество а в 1934 году он возглавил Комитет Общества по исследованиям и разведкам. За это время он провел по приборам два полета на стратосферных шарах, второй из которых побил существующий рекорд высоты в 1936 году. После выхода на пенсию он стал более активным в Обществе и возглавил экспедицию по изучению солнечного затмения в Бразилии в 1947 году. Бриггс часто писал. статьи для Журнал National Geographic.
Бриггс умер 25 марта 1963 года в возрасте 88 лет после разнообразной жизни, полной научных исследований и службы. Его помнят за круг интересов. Бриггса любили почти все, он имел репутацию уравновешенного и спокойного человека. Эдвард У. Кондон, Преемник Бриггса в Бюро сказал: «Бриггса следует всегда помнить как одну из выдающихся фигур в Вашингтоне в течение первой половины столетия, когда федеральное правительство медленно и неуклюже шло ощупью к осознанию той важной роли, которую наука должна играть в полномасштабном будущем развитии человеческого общества..»
В 2007 году Университет штата Мичиган почтил школу Лайман Бриггс, названную в честь Бриггса, позволив ей стать Колледжем Лайман Бриггс.

## Награды, почести и отличия
Должности:
- Философское общество Вашингтона, Президент, 1916 г.
- Вашингтонская академия наук, Президент, 1917 г.
- Федеральный совет по техническим условиям, Председатель, 1932 г.
- Федеральный пожарный совет, Председатель, 1933—1939 гг.
- Национальное бюро стандартов, Директор, 1933—1945 гг.
- Национальное географическое общество, Пожизненный попечитель, 1933—1964 гг.
- Специальный консультативный комитет по полетам на стратосферных воздушных шарах, Председатель, 1935—1936 гг.
- Национальная конференция по мерам и весам, Председатель, 1935 г.
- Американское физическое общество, Президент, 1938 г.
- Урановый комитет С-1 из Национальный комитет оборонных исследований, Председатель, 1939 г.
- Исследовательский комитет Национальное географическое общество, Председатель, 1937 г.
- Национальный консультативный комитет по аэронавтике, Заместитель председателя, 1942 г.
- Национальное бюро стандартов, Почетный директор, 1945—1963 гг.

Почетные докторские степени следующих учреждений:
- Государственный колледж Мичигана в области науки (1932)
- Школа горного дела Южной Дакоты, Инженерное дело (1935)
- университет Мичигана, Закон (1936)
- Университет Джорджа Вашингтона, Наука (1937)
- Джорджтаунский университет, Наука (1939)
- Колумбийский университет, Наука (1939)

Бриггс получил следующие награды:
- Американское философское общество, Магелланов Премиум (1922)
- Национальная Академия Наук, Избранный член (1942)
- Медаль за заслуги перед президентом Гарри С. Трумэн (1948)
- Премия Франклина Р. Берра, Национальное географическое общество (1954, 1962)

Занимал пост президента:
- Американское физическое общество
- Вашингтонская академия наук
- Философское общество Вашингтона
- Космос Клуб, Вашингтон, округ Колумбия.
- Федеральный клуб, Вашингтон, округ Колумбия.

## Публикации
- Лайман Дж. Бриггс с:

- Дж. У. Маклейн, Эквиваленты влажности почв USDA Bur. Почвы Бык. 45. (1907).
- Дж. У. Маклейн, Определение эквивалента влажности и их применение, Proc. Являюсь. Soc. Агрон. 2: 138-47. (1910)
- Х. Л. Шанц, Метод сургучной печати для определения нижнего предела доступной влажности почвы, Бот. Газ. 51: 210-19. (1911)
- Х. Л. Шанц, Коэффициент увядания для разных растений и его косвенное определение, Бот. Газ. 53: 20-37 (1912)
- П. Р. Хейл. Компас индуктора заземления. Proc. Являюсь. Фил. Soc. 61: 15-32. (1922)
- Г. Ф. Халл и Х. Л. Драйден. Аэродинамика крыловых профилей на высоких скоростях. Natl. Adv. Comm. Аэрон. Реп. 207. (1925)

- Лайман Дж. Бриггс:

- Сводка результатов стратосферного полета Explorer II. Natl. Геогр. Soc. Technol. Пап. Серия Stratosphere. 2: 5-12. (1936)
- NBS War Research: Национальное бюро стандартов во Второй мировой войне. Архивы NIST (1949 г.)
- Методы измерения коэффициента восстановления и вращения мяча. J. Res. Natl. Бур. Стоять. 34: 1-23. (1945)
- Лайман Дж. Бриггс, Влияние вращения и скорости на боковое отклонение (кривую) бейсбольного мяча и эффект Магнуса для гладких сфер. Являюсь. J. Phys. 27: 589-96. (1959)
- Лайман Дж. Бриггс, Ограничение отрицательного давления воды, J. Appl. Phys. 21: 721-22. (1950)
- Предельное отрицательное давление ртути в стекле Pyrex. J. Appl. Phys. 24: 488-90. (1953)

## Рекомендации
- Питер Бриггс Майерс и Johanna M.H. Levelt Sengers, Лайман Джеймс Бриггс, Биографические воспоминания V.77, Национальная академия наук (1999), ISBN 0-309-06644-1
- Р. К. Кокрейн, Меры для прогресса, история Национального бюро стандартов, Вашингтон, округ Колумбия, Типография правительства США, 1966, 1974
- Ричард Роудс, «Создание атомной бомбы», Нью-Йорк, Саймон и Шустер, 1986.

1. ^ Бриггс, Лайман Джеймс (1901). Об адсорбции водяного пара и некоторых солей в водном растворе кварцем (Кандидатская диссертация). Университет Джона Хопкинса. OCLC 1049951927 — через ProQuest.